# Cassia Longina
 (avril 2021).
Cassia Longina, née vers 35 à Rome et morte après 50-55, est l'aînée des enfants de Junie Lépide et Caius Cassius Longinus. Elle n'est connue que pour être la mère de l'impératrice Domitia.

## Biographie

### Famille
Cassia Longina naît vers 35 et est la fille aînée de Junia Lepida, arrière-arrière-petite-fille d'Auguste, et de Caius Cassius Longinus. Quelques années plus tard, son frère Cassius Lepidus naît.

#### Descendance
Elle épouse, à une date incertaine, Corbulon qui lui donne Domitia Longina, qui épouse successivement Lucius Aelius Lamia Plautius Aelianus et Domitien.